# 7224 Vesnina
7224 Vesnina è un asteroide della fascia principale. Scoperto nel 1982, presenta un'orbita caratterizzata da un semiasse maggiore pari a 2,7726891 UA e da un'eccentricità di 0,1345270, inclinata di 8,88594° rispetto all'eclittica.